# Бригады Отдельных подразделений милиции Сербской Краины

Флаг Сербской Краины

Шеврон Милиции Краины

Бригады Отдельных подразделений милиции Сербской Краины (серб. Бригаде Посебних јединица милиције Српске Крајине) — военизированные формирования, состоявшие из восьми бригад, задачей которых был контроль линии фронта и тыла после демобилизации частей Территориальной обороны. Существовали в Сербской Краине весной—осенью 1992 года. После военной реформы в Краине были распущены, их личный состав перешёл в армейские части.

## Описание
2 января 1992 года Хорватия и Югославская народная армия подписали Сараевское перемирие. Дальнейшее урегулирование конфликта должно было происходить на основе плана специального представителя Генерального секретаря ООН Сайруса Вэнса по миротворческой миссии в Югославии. Одним из пунктов плана Вэнса была демобилизация Территориальной обороны Сербской Краины и вывод с её территории югославских частей.
28 апреля 1992 года начальник Генерального штаба СФРЮ генерал Благое Аджич издал приказ, предписывающий реформирование Территориальной обороны РСК, демобилизацию её подразделений и создание восьми бригад Отдельных подразделений милиции (ОПМ). Задачей новых соединений была охрана линии фронта и пограничный контроль. Фактически, югославское командование обходило положения «плана Вэнса», который запрещал наличие армейский частей в РСК, но позволял существование милицейских формирований с лёгким стрелковым оружием. По замыслу югославского Генштаба, бригады ОПМ должны были прикрыть РСК в случае атаки со стороны хорватской армии.
Формирование бригад ОПМ началось непосредственно после получения приказа генерала Аджича. Согласно плану, его планировалось завершить к 30 июня 1992 года. Несмотря на приказ Аджича подчинить бригады ОПМ Министерству обороны РСК, контроль над ними был передан краинскому МВД. По мнению Косты Новаковича, это было сделано чтобы избежать конфликта между министерствами. Для командования бригадами в МВД Сербской Краины было создано Управление ОПМ. Его возглавил генерал-майор Борисав Джукич, который, соответственно, являлся командующим ОПМ.
Бригады приступили к выполнению задач в июле 1992 года. Согласно организационно-штатным структурам, численность каждого соединения должна была составлять 3000 человек, но в действительности она могла быть больше или меньше. В ряде случаев из-за нехватки личного состава в подразделения привлекали бойцов демобилизованных частей ТО или служащих МВД. Состав бригад был различным. В каждом соединении были штаб, специальный батальон, несколько охранных и пограничных батальонов, различные роты и взводы. Непосредственно охрана границы была возложена на пограничные батальоны. В каждом было несколько пограничных рот, которые, в свою очередь, делились на отделения милиции. Зона контроля каждой бригады была поделена на пограничные сектора.
Личный состав бригад ОПМ проходил подготовку в трёх учебных центрах: в Книне, Слуне и Эрдуте.
Бригады ОПМ имели следующие нумерацию и дислокацию: 75-я в Книне, 79-я в Коренице, 80-я в Войниче, 83-я в Петрине, 85-я в Окучанах, 87-я в Вуковаре, 90-я в Бели-Манастире, 92-я в Бенковаце. В Северной Далмации и Восточной Славонии было по две бригады, в то время как в Лике, Кордуне, Бании и Западной Славонии — по одной. Некоторые из них кроме стрелкового вооружения имели также бронетранспортёры М-60, БРДМ-2, БОВ. Участие данных соединений в боевых действиях ограничилось перестрелками и обстрелами на линии соприкосновения. Кроме того, часть личного состава бригад ОПМ была задействована в операции «Коридор 92» в Боснии и Герцеговине, где поддерживала наступление Войска Республики Сербской. В частности, из состава 85-й бригады ОПМ и специального подразделения из города Окучани в июне—июле 1992 года в операции приняли участие 168 бойцов. А из состава 79-й бригады ОПМ в боях в Посавине участвовали 76 человек.
Бригады ОПМ были расформированы в ходе военной реформы в РСК в 1992 году, их личный состав перешёл в новые соединения.

## Список бригад
| Наименование | Командующий                                 | Место дислокации штаба | Регион                                      | Пр.                |
| ------------ | ------------------------------------------- | ---------------------- | ------------------------------------------- | ------------------ |
| 75-я бригада | Милорад Радич (серб. Милорад Радић)         | Книн                   | Северная Далмация                           | [ 6 ] [ 5 ]        |
| 79-я бригада | Милош Цветичанин (серб. Милош Цвјетићанин)  | Кореница               | Лика                                        | [ 6 ] [ 5 ]        |
| 80-я бригада | Миле Новакович (серб. Миле Новаковић)       | Войнич                 | Кордун                                      | [ 6 ] [ 5 ] [ 10 ] |
| 83-я бригада | Станко Летич (серб. Станко Летић)           | Петриня                | Бания                                       | [ 6 ] [ 5 ]        |
| 85-я бригада | Миланко Бабич (серб. Миланко Бабић)         | Окучани                | Западная Славония                           | [ 6 ] [ 5 ]        |
| 87-я бригада | Божидар Кошутич (серб. Божидар Кошутић)     | Вуковар                | Восточная Славония, Баранья и Западный Срем | [ 6 ] [ 5 ]        |
| 90-я бригада | Райко Новакович (серб. Рајко Новаковић)     | Бели-Манастир          | Восточная Славония, Баранья и Западный Срем | [ 6 ] [ 5 ]        |
| 92-я бригада | Момчило Богунович (серб. Момчило Богуновић) | Бенковац               | Северная Далмация                           | [ 6 ] [ 5 ]        |